# 名古屋市立植田北小学校
名古屋市立植田北小学校（なごやしりつ うえだきたしょうがっこう）は、愛知県名古屋市天白区焼山二丁目にある公立小学校。

## 歴史

### 沿革
- 1991年（平成3年）4月1日 - 名古屋市立植田北小学校として設立[1]。

### 児童数の変遷
『愛知県小中学校誌』（1998年）によると、児童数の変遷は以下の通りである。
| 1991年（平成3年） | 269人 |  |
| 1997年（平成9年） | 472人 |  |

## 校歌
- 夢のはばたき

小椋佳作詞／小椋佳作曲

## 通学区域
所管する名古屋市教育委員会は、2019年（令和元年）9月1日現在、天白区のうち、梅が丘一丁目・梅が丘二丁目・鴻の巣一丁目・鴻の巣二丁目・焼山一丁目・焼山二丁目の全域を通学区域として指定している。
また、卒業後の進学先は名古屋市立植田中学校となっている。

## 交通アクセス
- 名古屋市営バス幹星丘2号系統「焼山」停留所下車東へ徒歩約200メートル[WEB 4]
- 名古屋市営バス星丘12号系統「植田大久手」停留所下車南へ徒歩約200メートル[WEB 4]
- 名古屋市営バス星丘13号系統「高針原」停留所下車南東へ徒歩約500メートル[WEB 4]
- 名古屋市営地下鉄鶴舞線植田駅下車徒歩約30分[WEB 4]

## 著名な卒業生
- 須田亜香里（アイドル、SKE48のメンバー）[要出典]

### WEB
1. ↑  “学校紹介”.   名古屋市立植田北小学校. 2022年3月27日閲覧。
2. ↑  名古屋市教育委員会事務局総務部教育環境計画室計画係 (2019年9月1日). “名古屋市立小・中学校の通学区域一覧（天白区）” (PDF).   名古屋市. 2020年6月14日閲覧。
3. ↑  名古屋市教育委員会事務局総務部教育環境計画室計画係 (2018年4月1日). “名古屋市立中学校区一覧（小→中）” (PDF).   名古屋市. 2020年6月14日閲覧。
4. 1 2 3 4  “公共交通機関でお越しの場合”.   名古屋市立植田北小学校. 2020年6月14日閲覧。

### 書籍
1. 1 2 3 4  六三制教育五十周年記念愛知県小中学校誌編集委員会 1998, p. 404.